# Gaetano Savi
Pour les articles homonymes, voir Savi.
Gaetano Savi est un naturaliste italien, né le 13 juin 1769 à Florence et mort le 28 avril 1844 à Pise.

## Biographie
Gaetano Savi suit l’enseignement de Giorgio Santi (1746-1822) et de Adolfo Targioni Tozzetti (1823-1902). Savi fait paraître en 1798 une Flora pisana, en 1801, la première édition du Trattato degli alberi della Toscana, en 1808 de Botanicon Etruscum et en 1818 de la Flora Italiana. Il enseigne la physique et la botanique à l’université de Pise et dirige le jardin botanique à partir de 1814. Le naturaliste Paolo Savi (1798-1871) est son fils.

### Source
- Notices d'autorité :   - VIAF
  - ISNI
  - IdRef
  - LCCN
  - GND
  - Italie
  - Belgique
  - Pays-Bas
  - Pologne
  - Vatican
  - WorldCat
- (it) Courte biographie de l’Istituto e Museo di Storia della Scienza

Savi est l’abréviation botanique standard de Gaetano Savi.
Consulter la liste des abréviations d'auteur en botanique ou la liste des plantes assignées à cet auteur par l'IPNI, la liste des champignons assignés par MycoBank, la liste des algues assignées par l'AlgaeBase et la liste des fossiles assignés à cet auteur par l'IFPNI.